# Petite-Rivière-de-Nippes
Petite-Rivière-de-Nippes (en criollo haitiano Ti Rivyè de Nip) es una comuna de Haití que está situada en el distrito de Miragoâne, del departamento de Nippes.

## Secciones
Está formado por las secciones de:
- Fond des Lianes (que abarca la villa de Petite-Rivière-de-Nippes)
- Cholette
- Silègue (que abarca el barrio de Charlier)
- Bezin I

## Demografía
| Gráfica de evolución demográfica de Petite-Rivière-de-Nippes entre 2009 y 2015 |
|                                                                                |

Los datos demográficos contemplados en este gráfico de la comuna de Petite-Rivière-de-Nippes son estimaciones que se han cogido de 2009 a 2015 de la página del Instituto Haitiano de Estadística e Informática (IHSI). 